# Helicogonium gemmisporum
Helicogonium gemmisporum är en svampart som först beskrevs av S.E. Carp., och fick sitt nu gällande namn av Baral 1999. Helicogonium gemmisporum ingår i släktet Helicogonium och familjen Endomycetaceae.   Inga underarter finns listade i Catalogue of Life.